# Pero maca
Pero maca là một loài bướm đêm trong họ Geometridae.